# Stažnjevec
Stažnjevec – wieś w Chorwacji, w żupanii varażdińskiej, w mieście Ivanec. W 2011 roku liczyła 340 mieszkańców.